# کالیته‌آ
شهر کالیته‌آ در استان آتیک در کشور یونان واقع شده است که دارای جمعیت ۱۰۶٬۷۵۷  نفر می‌باشد.